# Pobres Rico
Pobres Rico es una telenovela colombiana producida por Resonant para  RCN Televisión en 2012.
Está protagonizada por Juan Pablo Raba y Paola Rey, con las actuaciones antagónicas de Antonio Sanint, Alina Lozano, Alejandra Azcárate y Jennifer Steffens; con las actuaciones estelares de Gustavo Angarita Jr, Maria Helena Doering, Constanza Duque y Carlos Torres.
Se estrenó por MundoFOX como parte de la alianza entre RCN Televisión y Fox Latin American Channels.

## Sinopsis
Mariela Siachoque es una hermosa joven de 30 años, madre soltera, que vive con su hijo y el resto de su familia (padre y dos hermanos mellizos) en un típico barrio de clase media de Bogotá. Gonzalo es un perfecto exponente de la clase alta. Tiene 33 años, es millonario y no tiene ningún problema a la vista. Vive de rumba, juego y mujeres y poco le importa lo que suceda con la empresa de la cual es presidente por herencia.
Mariela y Gonzalo no se conocen y aparentemente no tienen nada en común. Sus mundos son diferentes, sus clases sociales no se cruzan y sus personalidades tienen poco que ver una con otra. Sin embargo, el destino se encargará de cruzarlos de manera tan inesperada.
Víctima de una trampa de su primo Alejandro, quien quiere quedarse con el puesto de presidente que él ocupa, Gonzalo es acusado de utilizar el dinero de la empresa para lavar activos y a su cuenta corriente entran dineros no santos. Gonzalo no sólo es buscado por la policía sino que de un día para otro todas sus cuentas son cerradas, sus bienes embargados y si no aparece, se lo considerará prófugo de la justicia.
Desesperado y sin saber a quién acudir, Gonzalo decide hacerle caso a su abuela Esther, que afirma que son dueños de unos terrenos en las afueras de la ciudad que alguna vez compró su abuelo.
Con intenciones de venderlos y hacerse de dinero en efectivo, Gonzalo emprende la cruzada de recuperarlos enfrentándose a los Siachoque, la familia que vive allí y que asegura ser dueña del lugar que alguna vez le compraron a su abuelo.
Como no hay pruebas ni de una cosa, ni de la otra. Los Rico no tienen otra salida que instalarse a vivir con los Siachoque, en lo que es la única vivienda con la que éstos cuentan, además de un club de Tejo que oficia las veces de restaurante y salón de eventos.
El encuentro de estos dos mundos es por demás cómico. En primer lugar, porque los Rico no comprenden como viven los Siachoque. De tener cada uno su habitación con baño privado, Los Rico pasan a dormir todos juntos en camas camarote y a compartir un solo baño entre las más de 10 personas que habitan la casa.
En segundo lugar, porque en su vida trabajaron y ahora van a tener que sobrevivir de alguna manera, aprendiendo las actividades que los Siachoque desarrollan, para ellos, una más humillante que la otra.
En tercer lugar porque Gonzalo es nada más y nada menos que el primo de Alejandro, el hombre que le arruinó la vida a Mariela.
A pesar de todos los contratiempos, de lo imposible de la convivencia y de los disparatados cruces que se dan entre ricos y pobres, el amor entre Mariela y Gonzalo surge con una fuerza que ninguno de los dos logra detener y esa fuerza hace que con el tiempo todo lo que parece ser irreconciliable empiece a tener un por qué.
Es así como de odiarse profundamente, los Siachoque y los Rico pasan a formar parte de un mismo bando con un objetivo en común: ayudar a Gonzalo a recuperar todo lo que perdió a cambio de que el club y la casa les quede a los Siachoque.
Todo parece ir sobre ruedas hasta que Alejandro arremete con todas sus armas para destruir a Mariela, reclamando la paternidad sobre su hijo, del que quiere hacerse cargo a como dé lugar.
Mariela se ve obligada a huir con la ayuda de Gonzalo quien luego de enfrentar a su primo, por fin logra aprender la lección. Los Rico quedan unidos a los Siachoque y sus vidas se entrecruzarán para siempre. Entenderán que no es el dinero lo que hace la felicidad sino el amor, la solidaridad y la unión. Que no hay que atarse a los bienes materiales, ni los lujos sino disfrutar de la vida con todo lo que tiene de bueno y de malo.
Después de todo, Rico no es el que más tiene, sino el que menos necesita.

## Elenco

#### Principal
- Paola Rey como Mariela Siachoque[3]
- Juan Pablo Raba como Gonzalo Rico Fernández /Jhonier Siachoque[3]

- Diego Vásquez como Carlos "El Gladiador" Siachoque[3]
- María Elena Döehring como Ana María Fernández de Rico[3]
- Gustavo Angarita Jr como Omar León "El Rey de la Guanábana"[3]
- María Dalmazzo como Gabriela Rico Fernández[3]
- Vanessa Tamayo como Yusmary Siachoque[3]
- Antonio Sanint como Alejandro Rico[3]
- Camilo Trujillo como Jhon Alexis Siachoque[3]
- Carlos Torres como Gustavo Rico Fernández[3]
- Alejandra Azcárate como Patricia Esguerra Rubio de Rico[3]
- Constanza Duque como Ester "Tete" Blanco, viuda de Rico[3]

- Alina Lozano como Helena Téllez[3]
- Martha Isabel Bolaños como Lily[3]

- Jennifer Steffens como Lourdes Rubio de Esguerra[3]
- Carlos Hurtado como Salomón Ladino[3]

- Luisa Fernanda Giraldo como Carmenza[3]
- Anderson Balsero como "Cónsul"[4]
- Santiago Prieto como Nicolás Rico Siachoque[3]

- Juan Manuel Alzate como Diego Armando León[3]
- Gabriel Ochoa como Felipe Reyes[3]

#### Secundario
- Adelaida Buscató como Begoña Prado Falco[5]
- Cristina Penagos como Imelda[6]
- Daniel Rocha como "Beto"[6]
- Fernando Lara como Coronel Jairo Rosales
- Horacio Tavera como Eliodoro Guacheta "Killer"[7]
- Marcela Posada como Detective Liliana Moncada
- Mauricio Donado como Héctor Edgardo Troncoso Delgado[8]
- Raúl Ocampo como Tato[9]
- Rodolfo Silva como Gilberto "El Tigre" Chamorro
- Santiago Bejarano como Alberto Henao Mallarino
- Ulises González como "Game Over" Sánchez[10]
- Yesenia Valencia como Mireya

#### Actuaciones Especiales
- Alberto León Jaramillo como Bayardo Useche[11]
- Guillermo Olarte como Luis[3]
- Javier Botero como Agente Ramiro Ramírez
- Laura Rodríguez como "La Chiquis"
- Liesel Potdevin como Genoveva Urrutia
- Lorena Tobar como Pepa[7]
- Marcela Valencia como Madame Pompón[12]
- Milena Granados como Lina
- Rafa Taibo como Antonio Arruba (Falso Conde Manuel Antonio Prada)[13]
- Santiago Soto como Camilo (Administrador Hotel)
- Vilma Vera como Enfermera Brigitte
- Luis Carlos Fuquen como Calixto (Policía)

#### Invitados Especiales
- Peter Manjarrés como él mismo[14]
- Giovanny Ayala como él mismo
- Reykon como él mismo
- Karol G como ella misma

## Adaptaciones
- En 2013, el canal peruano América Televisión  adquiere los derechos de la serie y realiza una adaptación bajo la producción llamada Vacaciones en Grecia.
- En 2013 ,Televisa México adquiere los derechos de la serie y realiza una adaptación bajo la producción llamada Qué pobres tan ricos.
- En 2020, CBS adquiere los derechos de la serie y realiza una adaptación bajo la producción llamada Broke.[15]

## Premios y nominaciones

### Premios India Catalina
| Categoría                                                | Nominado(s)                                           | Resultado |
| -------------------------------------------------------- | ----------------------------------------------------- | --------- |
| Mejor telenovela                                         | Mejor telenovela                                      | Nominada  |
| Mejor director de telenovela                             | Pepe Sánchez y Felipe Paz.                            | Nominados |
| Mejor historia y libreto original de telenovela          | Juan Manuel Cáceres, Héctor Moncada y Liliana Guzmán. | Nominados |
| Mejor actriz protagónica de telenovela                   | Paola Rey.                                            | Nominada  |
| Mejor actor protagónico de telenovela                    | Juan Pablo Raba.                                      | Nominado  |
| Mejor actriz de reparto de telenovela                    | Alina Lozano.                                         | Nominada  |
| Mejor actriz de reparto de telenovela                    | María Elena Döehring.                                 | Nominada  |
| Mejor actor de reparto de telenovela                     | Diego Vásquez                                         | Ganador   |
| Mejor actriz antagónica de telenovela, serie o miniserie | Alejandra Azcárate.                                   | Nominada  |
| Mejor fotografía de telenovela                           | Jaime Gavilán.                                        | Nominado  |
| Mejor arte de telenovela                                 | Piedad Arango.                                        | Nominada  |
| Mejor edición de telenovela                              | Marcela Vásquez.                                      | Nominada  |
| Mejor banda sonora de telenovela                         | Nicolás Uribe.                                        | Nominado  |
| Actriz o actor revelación                                | Vanessa Tamayo.                                       | Nominada  |

### Premios TVyNovelas (Colombia)
| Categoría                                         | Nominado(s)                                          | Resultado |
| ------------------------------------------------- | ---------------------------------------------------- | --------- |
| Telenovela favorita                               | Telenovela favorita                                  | Nominada  |
| Protagonista favorita de telenovela               | Paola Rey                                            | Nominada  |
| Villana favorita de telenovela                    | Alejandra Azcárate                                   | Ganadora  |
| Villano favorito de telenovela                    | Antonio Sanint                                       | Nominado  |
| Actriz de reparto favorita de telenovela          | Alina Lozano                                         | Nominada  |
| Actor de reparto favorito de telenovela           | Camilo Trujillo                                      | Nominado  |
| Actor de reparto favorito de telenovela           | Diego Vásquez                                        | Ganador   |
| Revelación del año favorito de telenovela o serie | Juan Manuel Alzate                                   | Nominado  |
| Tema musical favorito de telenovela o serie       | Nicolás Uribe                                        | Ganador   |
| Libretista favorito de telenovela o serie         | Juan Manuel Cáceres, Héctor Moncada y Liliana Guzmán | Ganadores |